# Урзіка (Олт)
Урзіка (рум. Urzica) — село у повіті Олт в Румунії. Входить до складу комуни Урзіка.
Село розташоване на відстані 158 км на південний захід від Бухареста, 64 км на південь від Слатіни, 64 км на південний схід від Крайови.

## Населення
За даними перепису населення 2002 року у селі проживали 1666 осіб, з них 1665 осіб (99,9%) румунів. Рідною мовою 1665 осіб (99,9%) назвали румунську.